# Hnojné
Hnojné – wieś (obec) na Słowacji położona w kraju koszyckim, w powiecie Michalovce. Pierwsze wzmianki o miejscowości pochodzą z roku 1390. 
Według danych z dnia 31 grudnia 2012, wieś zamieszkiwało 231 osób, w tym 107 kobiet i 124 mężczyzn.
W 2001 roku pod względem narodowości i przynależności etnicznej 90,79% mieszkańców stanowili Słowacy.
Ze względu na wyznawaną religię struktura mieszkańców kształtowała się w 2001 roku następująco:
- Katolicy rzymscy – 56,14%
- Grekokatolicy – 14,91%
- Prawosławni – 18,86%
- Ateiści – 0,44%
- Nie podano – 8,77%